# Vagnsbult

Vagnsbult.

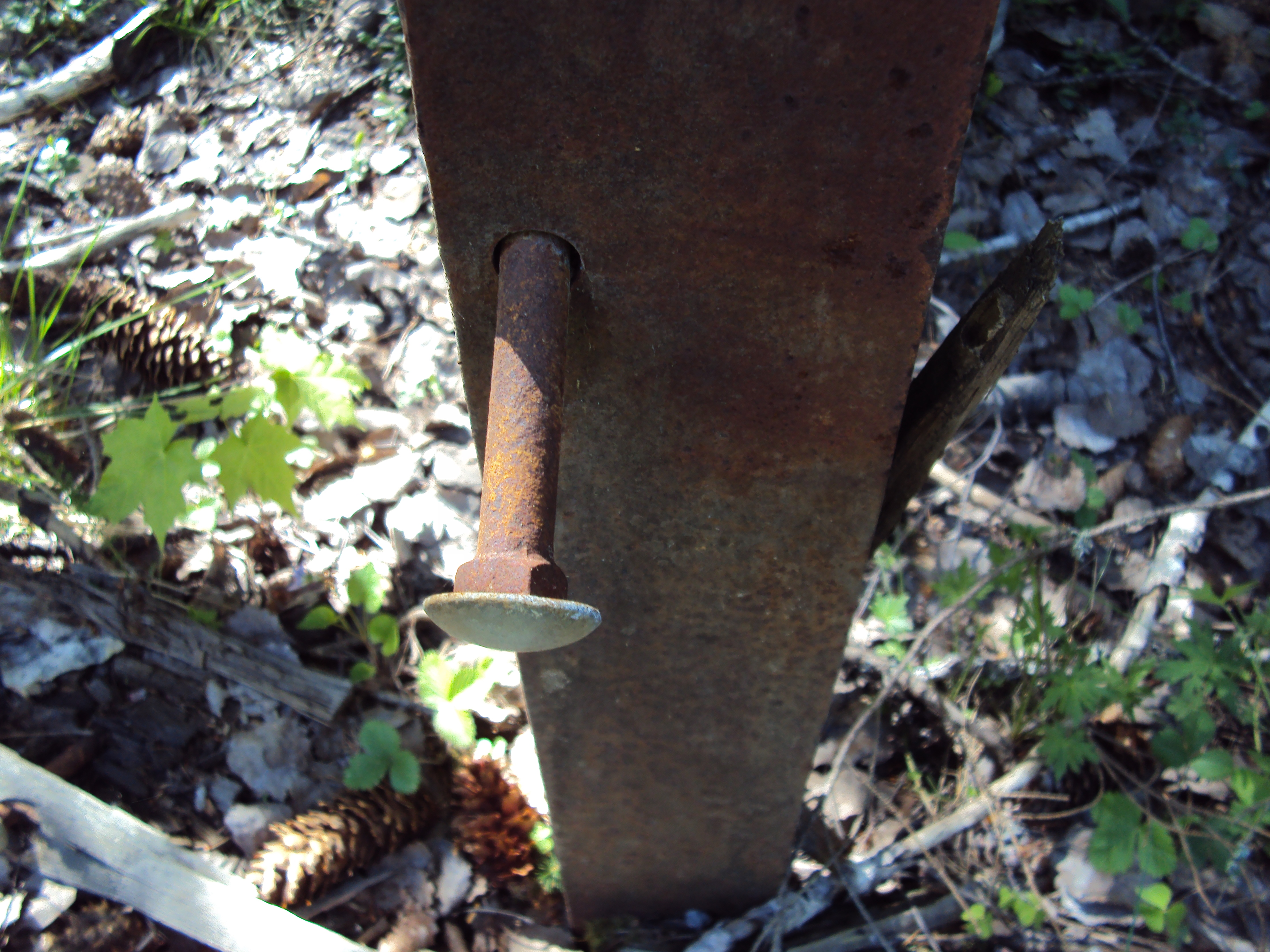
En vagnsbult där trävirket ruttnat bort.

Vagnsbult, även kallad kullerskruv eller vagnskruv, är en speciellt typ av skruv med rund eller platt skalle, ett fyrkantigt skaft direkt under skallen, samt gängor längst ner på bulten. Vagnskruvar finns i varierande längder, oftast endast sparsamt gängade.
Namnet kommer från att de används för att sammanfoga trävirket mot metallramen på äldre tiders vagnar, till exempel hästdragna och järnvägsvagnar, där konstruktionen skulle tåla hög belastning på dåliga vägar med ofjädrade karosser och tung last.
Därför passar vagnsbultar bra till tillämpningar där större (trä)stycken med hög belastning ska sammanfogas. Nutida användningar är till exempel vid sammanfogningar av bjälkar, takstolar eller större portar.
Materialen som ska sammanfogas måste förborras. Vagnsbultens skalle slås in i träet, varpå det fyrkantiga skaftet skapar en urgröpning i träet närmast skallen. Denna urgröpning förhindrar att skruven roterar när muttern skruvas fast från andra sidan. Ju hårdare muttern dras åt, desto större mothåll får man på köpet. Dessutom blir ovansidan så gott som platt eller åtminstone utan skarpa hörn eftersom vagnskruvens skalle är platt, rund och välvd.